# Deseado megye
Deseado egy megye Argentína déli részén, Santa Cruz tartományban. Székhelye Puerto Deseado.

## Népesség
A megye népessége a közelmúltban a következőképpen változott:
| Év   | Lakosság |
| ---- | -------- |
| 2001 | 72 173   |
| 2010 | 107 630  |